# Türkische Verfassung von 1961

Veröffentlichung der Verfassung als Gesetz Nr. 334 im Amtsblatt Nr. 10859 vom 20. Juli 1961

Die Türkische Verfassung von 1961 (1961 Anayasası) war vom 20. Juli 1961 bis zum 7. November 1982 die Verfassung der Republik Türkei.

## Inhalt
Die Verfassung bestand aus 157 Artikeln und gilt bis heute als demokratischste Verfassung der Türkei. Sie bekannte sich ausdrücklich zu den Menschenrechten. So bestand ca. ein Drittel dieser Verfassung aus Grundrechten und -pflichten (Art. 10–62).
Mit dieser Verfassung wurden unter anderem die Gewaltenteilung eingeführt, ein Zweikammernparlament (Große Nationalversammlung) – bestehend aus dem Senat der Republik (Cumhuriyet Senatosu) und der Nationalversammlung (Millet Meclisi) – erschaffen und ein Verfassungsgericht eingerichtet.

### Verfassungsänderung
Ende der sechziger Jahre kam es zu Ausschreitungen zwischen rechten und linken Lagern und die Wirtschaftslage verschlechterte sich erneut. So intervenierte das Militär am 12. März 1971 zum wiederholten Mal und forderte die Politik zur Verfassungsänderung auf. Durch diese Änderungen (1971–1973) wurden unter anderem die Kompetenzen der Exekutive gestärkt, die Grundrechte beschränkt und die Militärgerichtsbarkeit ausgebaut.

## Entstehung

### Militärputsch
In den 1950er Jahren kam es zwischen den politischen Lagern, insbesondere der Regierungspartei (DP) und der Opposition (CHP) zu schwerwiegenden Auseinandersetzungen. Die Regierung unter dem Ministerpräsidenten Adnan Menderes nahm zunehmend autoritäre und repressive Züge an, brach mit dem Laizismus, unterdrückte die Opposition und die wirtschaftliche Lage im Land verschlechterte sich.
Am 27. Mai 1960 putschte schließlich das türkische Militär und das Komitee der Nationalen Einheit übernahm die Regierung.

### Ausfertigung

#### Verfassungsausschuss
Bereits am Folgetag des Putsches wurde von Juristen der Universität Istanbul sowie Ankara ein Verfassungsausschuss, die sogenannte Onar-Kommission, gegründet. Diesem gehörten die Akademiker Sıddık Sami Onar, Muammer Aksoy, İlhan Arsel, Lütfi Duran, Hüseyin Nail Kubalı, Ragıp Sarıca, Bahri Savcı, Naci Şensoy, Hıfzı Veldet Velidedeoğlu und Vakur Versan an. İsmet Giritli und Tarık Zafer Tunaya wurden auf Grund von Meinungsverschiedenheiten mit dem Vorsitzenden, Sıddık Sami Onar, aus dem Ausschuss entfernt.
Mit dem Gesetz Nr. 1 vom 12. Juni 1960 wurde die Verfassung von 1924 teilweise außer Kraft gesetzt und abgeändert.
Der vom Verfassungsausschuss gefertigte Entwurf wurde nach fünfmonatiger Arbeitszeit im Oktober 1960 dem Komitee für Nationale Einheit vorgelegt, von diesem jedoch als unzureichend verworfen.

#### Verfassunggebende Versammlung
Am 31. Oktober 1960 entschied das Komitee der Nationalen Einheit eine Verfassunggebende Versammlung (Kurucu Meclis) einzurichten. Dafür wurde ein fünfköpfiger wissenschaftlicher Ausschuss gebildet, der innerhalb von 20 Tagen eine gesetzliche Grundlage für diese Versammlung schaffen sollte, was schließlich am 13. Dezember 1960 in Form des Gesetzes Nr. 157 realisiert wurde. Zusammen mit dem Gesetz Nr. 1 bildete das Gesetz Nr. 157 die Verfassung der Türkei unter der Militärherrschaft von 1960/61.
Am 6. Januar 1961 nahm die Verfassunggebende Versammlung, welche sich aus einer Repräsentantenversammlung und dem Komitee der Nationalen Einheit – also aus zwei Kammern – zusammensetzte, ihre Arbeit auf. Die Mehrheit der Repräsentantenversammlung stellten Vertreter der Cumhuriyet Halk Partisi und der Republikanischen Bauern-Volkspartei, ferner gehörten ihr Repräsentanten der Justiz, Universitäten, der Presse, der Gewerkschaften, der Anwaltskammer, der Handelskammer, der Landwirtschaft und weiterer zivilgesellschaftlicher Einrichtungen an.
Aus der Repräsentantenversammlung wurde eine 20-köpfiger Ausschusses gebildet, der mit der eigentlichen Ausarbeitung des Verfassungstextes beauftragt wurde. Vorsitzender des Ausschusses wurde Turhan Feyzioğlu, die weiteren Mitglieder waren: Muammer Aksoy, Sadık Aldoğan, Nurettin Ardıçoğlu, Amil Artus, Doğan Avcıoğlu, Hazım Dağlı, Turan Güneş, Münci Kapani, Enver Ziya Karal, Coşkun Kırca, Mümin Küley, Emin Paksüt, Ragıp Sarıca, Bahri Savcı, Celal Sait Siren, Mümtaz Soysal, Tarık Zafer Tunaya, Cafer Tüzel, Hıfzı Veldet Velidedeoğlu und Abdülhak Kemal Yörük.
Drei Monate später wurde der gefertigte Entwurf separat zunächst in der Repräsentantenversammlung und später im Komitee der Nationalen Einheit beraten. Schließlich stimmte die Verfassunggebende Versammlung am 27. Mai 1961 mit 260 Pro-Stimmen und zwei Enthaltungen für den Entwurf, über den am 9. Juli 1961 per Volksentscheid abgestimmt wurde. Der Hohe Wahlausschuss bewertete den Volksentscheid in seinem Beschluss Nr. 106 folgendermaßen:

„Es wurde festgestellt, daß am 9. Juli 1961, dem Tage des Volksentscheids, die Gesamtzahl der Stimmberechtigten in der Türkei 12.735.000 betrug und eine Gesamtzahl von 10.322.169 Wahlberechtigten ihr Stimmrecht ausübte. Von diesen waren 10.282.561 Stimmen gültig und 39.608 ungültig. Die Zahl der »Ja«-Stimmen betrug 6.348.191 und die Zahl der »Nein«-Stimmen 3.934.370. Damit trat die neue türkische Verfassung von 1961 vom 9. Juli 1961 an in Kraft.“

Am 15. Oktober 1961 fanden die ersten allgemeinen Wahlen zur Nationalversammlung und zum Senat der Republik nach Inkrafttreten der neuen Verfassung statt.

## Aufhebung
Mit dem Militärputsch vom 12. September 1980 trat die Verfassung von 1961 faktisch außer Kraft und wurde durch die Verfassung von 1982 ersetzt, welche am 7. November 1982 durch Volksabstimmung angenommen wurde und am 18. Oktober 1982 in Kraft trat.